# Boarmia harmodia
Boarmia harmodia är en fjärilsart som beskrevs av Turner 1947. Boarmia harmodia ingår i släktet Boarmia och familjen mätare. Inga underarter finns listade i Catalogue of Life.